# Deutschland Cup 1992
Pátý ročník hokejového turnaje Deutschland Cup se konal od 6. do 8. listopadu 1992 ve Stuttgartu. Vyhrála jej hokejová reprezentace Ruska.

## Výsledky a tabulka
|    | Tým            | V | R | P | Skóre | B |
| 1. | Rusko          | 3 | 0 | 0 | 14:8  | 6 |
| 2. | Německo        | 2 | 0 | 1 | 13:11 | 4 |
| 3. | Československo | 1 | 0 | 2 | 11:11 | 2 |
| 4. | Kanada         | 0 | 0 | 3 | 10:18 | 0 |

 Československo –  Kanada 7:4 (2:0, 2:3, 3:1)
6. listopadu 1992 – Stuttgart

Branky a nahrávky Československa: 3:18 Marián Horváth, 9:50 Luboš Rob (Ján Varholík), 22:22 Marián Horváth (Jiří Dopita), 28:49 Luboš Rob (Richard Adam, Richard Žemlička), 48:14 Branislav Jánoš (Richard Adam, Luboš Rob), 58:13 Miloš Holáň, 59:01 Richard Žemlička (Robert Kysela).

Branky a nahrávky Kanady: 20:53 Jackson Penney, 24:37 Derek Laxdal, 33:52 Mark Bassen, 43.18 Todd Hlushko (Trevor Sim, Dominic Amodeo).

Rozhodčí: Bernd Schimki - Tom Schurr (GER), Winktmeier (GER)

Vyloučení: 2:5 (využití 1:0)
ČSFR: Zdeněk Orct - Miloš Holaň, Ivan Vlček, Leo Gudas, Jan Vopat, Richard Adam, Ján Varholík, František Procházka, Michal Vyhlídal - Tomáš Kucharčík, Petr Fabián, Roman Ryšánek - Jan Čaloun, Robert Kysela, Richard Žemlička - Luboš Rob, Roman Horák, Branislav Jánoš - Vladimír Petrovka, Jiří Dopita, Marián Horváth.
Kanada: Allain Roy - Adrian Aucoin, Hank Lammens, Derek Mayer, Garth Premak, Mike Brewer – Keith Morris, Bruce Coles, Jackson Penney – Steve Roy, Trevor Sim, John Ferguson - Dominic Amodeo, Todd Hlushko, Éric Bellerose - Donevan Hextall, Mark Bassen, Derek Laxdal.
 Německo –  Rusko 4:5 (0:2, 2:3, 2:0)
6. listopadu 1992 – Stuttgart

Branky a nahrávky Německa: 36. Rick Amann (Andres Brockmann, Dieter Hegen), 37. Dieter Hegen (Gerd Truntschka), 57. Georg Franz (Thomas Brandl), 59. Michael Bresagk (Georg Franz).

Branky a nahrávky Ruska: 12. Sergej Petrenko (Alexej Jašin, Jan Kaminskij), 14. Roman Oksjuta, 22. Alexej Tkačuk (Alexandr Barkov) 31. Konstantin Astrachancev (Oleg Malcev), 31. Konstantin Astrachancev (Oleg Malcev). 
 Rusko –  Československo 3:1 (1:0, 1:1, 1:0)
7. listopadu 1992 – Stuttgart

Branky a nahrávky Ruska: 9:28 Sergej Petrenko (Alexej Jašin), 34:46 Sergej Seljanin (Roman Oksjuta), 51:00 Čerbujev (Roman Oksjuta, Sergej Puškov).

Branky a nahrávky Československa: 39:46 Petr Fabián (Tomáš Kucharčík).

Rozhodčí: Josef Kompalla (GER) - Koch (GER), Michael Langer (GER)

Vyloučení: 7:7 (využití 0:2)
Rusko: Alexej Červjakov - Sergej Sorokin, Alexandr Karpovcev, Sergej Tortišnij, Ilja Bjakin, Oleg Davydov, Andrej Sapošnikov, Sergej Seljanin, Dmitrij Frolov - Jan Kaminskij, Alexej Jašin, Sergej Petrenko - Alexandr Selivanov, Alexandr Barkov, Alexej Tkačuk - Konstantin Astrachancev, Igor Fedulov, Oleg Malcev - Sergej Puškov, Alexandr Čerbajev, Roman Oksjuta. 
ČSFR: Zdeněk Orct - Miloš Holaň, Ivan Vlček, Leo Gudas, Jan Vopat, Richard Adam, Ján Varholík, František Procházka, Michal Vyhlídal - Tomáš Kucharčík, Petr Fabián, Roman Ryšánek - Jan Čaloun, Robert Kysela, Richard Žemlička - Luboš Rob, Roman Horák, Branislav Jánoš - Vladimír Petrovka, Jiří Dopita, Marián Horváth.
 Německo –  Kanada 5:3 (2:1, 3:0, 0:2)
7. listopadu 1992 – Stuttgart

Branky a nahrávky Německa: 6. Wolfgang Kummer (Reemt Pyka), 12. Andres Brockmann (Andreas Niederberger), 32. Rick Amann (Andres Brockmann), 35. Torsten Kienass (Raimond Hilger), 38. Stefan Ustrof (Dieter Hegen).

Branky a nahrávky Kanady: 5. Trevor Sim (John Ferguson), 

Rozhodčí: Seppo Makela (FIN) - Bendl (GER), Stefan Trainer (GER)

Vyloučení: 9:10 (využití 3:1) navíc Gerd Truntschka na 5 minut. 
 Německo –  Československo 4:3 (0:0, 3:2, 1:1)
8. listopadu 1992 – Stuttgart

Branky a nahrávky Německa: 20:48 Georg Franz (Andreas Niederberger), 25:23 Wolfgang Kummer (Thomas Brandl), 27:49 Stefan Ustorf (Raimond Hilger, Georg Franz), 44:45 Dieter Hegen (Bernd Truntschka).

Branky a nahrávky Československa: 24:50 Petr Fabián (Jan Čaloun), 34:01 Roman Horák (Branislav Jánoš, Ján Varholík), 44:04 Jiří Dopita (Marián Horváth).

Rozhodčí: Seppo Makela (FIN) - Koch (GER), Michael Langer (GER)

Vyloučení: 6:4 (využití 1:1)
Německo: Josef Heiss - Jörg Mayr, Torsten Kienass, Andreas Niederberger, Rick Amann, Tobias Abstreiter, Heinrich Schiffl, Uli Hiemer, Michael Bresagk - Andreas Volland, Wolfgang Kummer, Reemt Pyka - Bernd Truntschka, Gerd Truntschka, Dieter Hegen - Raimond Hilger, Stefan Ustorf, Georg Franz - Leo Stefan, Thomas Brandl, Ralf Hantschke.
ČSFR: Zdeněk Orct - Miloš Holaň, Ivan Vlček, Leo Gudas, Jan Vopat, Richard Adam, Ján Varholík, František Procházka, Michal Vyhlídal - Tomáš Kucharčík, Petr Fabián, Roman Ryšánek - Jan Čaloun, Robert Kysela, Richard Žemlička - Luboš Rob, Roman Horák, Branislav Jánoš - Vladimír Petrovka, Jiří Dopita, Marián Horváth.
 Rusko –  Kanada 6:3 (3:0, 1:3, 2:1)
8. listopadu 1992 – Stuttgart

Branky Ruska: 1. Alexej Jašin, 2. Roman Oksjuta, 18. Alexandr Čerbajev, 22. Alexej Tkačuk, 41. Sergej Seljanin, 53. Alexandr Čerbajev.

Branky Kanady: 27. Adrian Aucoin, 41. John Ferguson, 49. Stéphane Roy.

Rozhodčí: Reto Bertolotti (SUI) 

Vyloučení: 5:10 navíc Alexandr Karpovcev do konce utkání.

## Soupisky týmů
1.  Rusko

Brankáři: Andrej Zujev, Alexej Červjakov.

Obránci: Sergej Seljanin, Alexandr Karpovcev, Andrej Sapožnikov,  - Ilja Bjakin, Sergej Tortišnij, Oleg Davydov, Dmitrij Frolov, Sergej Sorokin.

Útočníci: Alexej Tkačuk, Sergej Petrenko, Alexej Jašin, Konstantin Astrahancev, Igor Fedulov, Jan Kaminskij, Roman Oksiuta, Alexandr Selivanov, Oleg Malcev, Sergej Jašin, Sergej Puškov, Alexandr Barkov.
2.  Německo

Brankáři: Helmut De Raaf, Klaus Merk, Josef Heiß.

Obránci: Uli Hiemer, Michael Bresagk, Andreas Niederberger, Rick Amann, Andreas Pokorny, Heinrich Schiffl, Jörg Mayr, Torsten Kienass.

Útočníci: Bernd Truntschka, Gerd Truntschka, Dieter Hegen, Leo Stefan, Thomas Brandl, Andres Brockmann, Raimond Hilger, Stefan Ustorf, Georg Franz, Andreas Volland, Tobias Abstreier, Wolfgang Kummer, Ralf Hantschke, Reemt Pyka.
3.  Československo

Brankáři: Roman Turek, Zdeněk Orct.

Obránci: Leo Gudas, Jan Vopat, Ivan Vlček, Michal Vyhlídal, Miloš Holaň, Richard Adam, Ján Varholík, František Procházka.

Útočníci:  - Richard Žemlička, Branislav Jánoš, Roman Ryšánek, Petr Fabián, Jiří Dopita, Roman Horák, Robert Kysela, Luboš Rob, Jan Čaloun, Marián Horváth, Vladimír Petrovka, Tomáš Kucharčík.

Trenéři: Ivan Hlinka, Jaroslav Walter.
4.  Kanada

Brankáři: Allain Roy, Jason Muzzetti.

Obránci: Adrian Aupoin, Derek Mayer, Garth Premak, Mike Brewer,  - Hank Lammens.

Útočníci: Keith Morris, Bruce Coles, Jackson Penney, Stephane Roy, Trevor Sin, John Ferguson jr., Dominic Anodeo, Todd Klushko, Eric Hillercoe, Donovan Hextall, Derek Laxdel.